# 跨临界循环
跨临界循环（transcritical cycle）是工作流體在亞臨界及超臨界狀態之間工作的热力学循环。
針對將熱能轉為機械能的熱機，工作流體在壓縮階段維持液態，在膨脹階段為氣態。超超臨界（ultrasupercritical）蒸氣的朗肯循环是從化石燃料發電的火力發電廠中廣泛使用的跨临界循环，以水為工作流體。其他發電應用中常用到的跨临界循环是有機朗肯循環，適用於低溫的熱源，例如地熱能、餘熱回收装置或廢棄物轉製能源的熱源。和亞臨界循環比較起來，跨临界循环在定義上就可以利用較高的壓力比，此一特性下，針對大多數的工作流體，也會有較高的热效率。超臨界循環也是一種可能可以替代跨临界循环的方案。但跨临界循环可以達到較高的比功，因為壓縮功的相對重要性有限。這證明了跨临界循环在以以最小支出（以壓縮工作流體需耗費的能量計算）產出最大功率（以每一個循環的比功來計算）此目的上有很大的潛力。
在超臨界循環（supercritical cycle）中，高壓力及低壓力都大於工作流體的臨界壓力。而在跨临界循环中，只有高壓力大於臨界壓力，低壓力會小於臨界壓力。在冷凍的跨临界循环應用中，越來越多會用二氧化碳CO2作為制冷剂